# ناهي مهدي
ناهي مهدي وهو ممثل كوميدي ومقدم برامج عراقي ولد في محافظة البصرة عام (1961) نشأ فيها ودخل معهد الفنون الجملية، ويعد من أكثر ممثلي الكوميديا شهرةً في المسلسلات الكوميدية العراقية، وهو الآن يقدم برنامجا في قناة آسيا يسمى (سوالف آسيا) وهو من أكثر البرامج مشاهدة في العراق يتكلم عن الشأن السياسي في العراق والفساد الإداري في الحكومة.

## أعماله
- باكو بغداد
- فيتامين
- عوده و سعوده
- سليمة باشا
- فندق قدري
- أيوب
- مرافئ الحنين
- نهر
- قنبر علي
- جريش و مريش
- عش المجانين
- فاصولياء
- طراطيش
- الفطين
- دندرمه
- الباشا
- مبروك ولكن
- ثمنطعش
- شوف عالمكشوف
- حب والحرب ج1-2
- أيام التحدي
- أبو جعفر المنصور
- حنين

### أداء صوتي
- العتاك - أبو جمعة العتاك (مزعل).
- العتاك ج2 - أبو جمعة العتاك (مزعل).
- فشافيش

### المسرحيات
- مسرحية الباي الباي مع الفنان خليل إبراهيم وطلال هادي وهمسة ماجد.[4]